# Szlovákiai egyetemek és főiskolák listája
Ez a lista a szlovákiai egyetemeket és főiskolákat tartalmazza. Az országban 2020–2021-es tanévben 34 felsőoktatási intézmény működött, emellett négy külföldi egyetem kínál képzést az ország területén.

## Nyilvános egyetemek és főiskolák
| Egyetem | Rövidítés | Székhely       | Alapítás éve |
| --- | --------- | -------------- | ------------ |
| Bél Mátyás Egyetem Univerzita Mateja Bela v Banskej Bystrici                                                     | UMB       | Besztercebánya | 1992         |
| Besztercebányai Művészeti Egyetem Akadémia umení v Banskej Bystrici                                              | AU        | Besztercebánya | 1997         |
| Comenius Egyetem Univerzita Komenského v Bratislave                                                              | UK        | Pozsony        | 1919         |
| Eperjesi Egyetem Prešovská univerzita v Prešove                                                                  | UNIPO     | Eperjes        | 1997         |
| Kassai Állatorvostudományi és Gyógyszerészeti Egyetem Univerzita veterinárskeho lekárstva a farmácie v Košiciach | UVLF      | Kassa          | 1949         |
| Kassai Műszaki Egyetem Technická univerzita v Košiciach                                                          | TUKE      | Kassa          | 1952         |
| Konstantin Filozófus Egyetem Univerzita Konštantína Filozofa v Nitre                                             | UKF       | Nyitra         | 1959         |
| Nagyszombati Egyetem Trnavská univerzita v Trnave                                                                | TRUNI     | Nagyszombat    | 1992         |
| Pavol Jozef Šafárik Egyetem Univerzita Pavla Jozefa Šafárika v Košiciach                                         | UPJŠ      | Kassa          | 1959         |
| Pozsonyi Képzőművészeti Főiskola Vysoká škola výtvarných umení v Bratislave                                      | VŠVU      | Pozsony        | 1949         |
| Pozsonyi Közgazdaságtudományi Egyetem Ekonomická univerzita v Bratislave                                         | EUBA      | Pozsony        | 1940         |
| Pozsonyi Színművészeti Főiskola Vysoká škola múzických umení v Bratislave                                        | VŠMU      | Pozsony        | 1949         |
| Rózsahegyi Katolikus Egyetem Katolícka univerzita v Ružomberku                                                   | KU        | Rózsahegy      | 2000         |
| Selye János Egyetem Univerzita J. Selyeho                                                                        | SJE       | Komárom        | 2003         |
| Szent Cirill és Metód Egyetem Univerzita sv. Cyrila a Metoda v Trnave                                            | UCM       | Nagyszombat    | 1997         |
| Szlovák Mezőgazdasági Egyetem Slovenská poľnohospodárska univerzita v Nitre                                      | SPU       | Nyitra         | 1996         |
| Szlovák Műszaki Egyetem Slovenská technická univerzita v Bratislave                                              | STU       | Pozsony        | 1937         |
| Trencséni Alexander Dubček Egyetem Trenčianska univerzita Alexandra Dubčeka v Trenčíne                           | TnUAD     | Trencsén       | 1997         |
| Zólyomi Műszaki Egyetem Technická univerzita vo Zvolene                                                          | TUZVO     | Zólyom         | 1952         |
| Zsolnai Egyetem Žilinská univerzita v Žiline                                                                     | UNIZA     | Zsolna         | 1953         |

## Állami egyetemek
| Egyetem | Rövidítés | Székhely         | Alapítás éve |
| --- | --------- | ---------------- | ------------ |
| Fegyveres Erők Milan Rastislav Štefánik Tábornok Akadémiája Akadémia ozbrojených síl generála Milana Rastislava Štefánika | AOS       | Liptószentmiklós | 2004         |
| Pozsonyi Rendőrakadémia Akadémia Policajného zboru v Bratislave                                                           | APZ       | Pozsony          | 1992         |
| Szlovák Egészségügyi Egyetem Slovenská zdravotnícka univerzita v Bratislave                                               | SZU       | Pozsony          | 2002         |

## Magán főiskolák
| Főiskola vagy akadémia | Rövidítés | Székhely     | Alapítás éve |
| --- | --------- | ------------ | ------------ |
| Danubius Főiskola Vysoká škola Danubius                                                                                              | VŠDAN     | Diószeg      | 2005         |
| DTI Főiskola Vysoká škola DTI | DTI       | Máriatölgyes | 2006         |
| Eperjesi ISM Slovakia Nemzetközi Vállalkozási Főiskola Vysoká škola medzinárodného podnikania ISM Slovakia v Prešove                 | ISMPO     | Eperjes      | 2005         |
| Kassai Biztonságmenedzsment Főiskola Vysoká škola bezpečnostného manažérstva v Košiciach                                             | VŠBM      | Kassa        | 2006         |
| Menedzsment Főiskola Vysoká škola manažmentu                                                                                         | VŠM       | Trencsén     | 1999         |
| Páneurópai Főiskola Páneurópska vysoká škola                                                                                         | PEVŠ      | Pozsony      | 2004         |
| Pozsonyi Közigazgatási, Közgazdaságtudományi és Menedzsment Főiskola Vysoká škola ekonómie a manažmentu verejnej správy v Bratislave | VŠEMvs    | Pozsony      | 2004         |
| Pozsonyi Nemzetközi Szabad Művészeti Iskola Bratislavská medzinárodná škola liberálnych štúdií                                       | BISLA     | Pozsony      | 2006         |
| Selmecbányai Ján Albrecht Zenei és Művészeti Akadémia Hudobná a umelecká akadémia Jána Albrechta v Banskej Štiavnici                 | HUAJA     | Selmecbánya  | 2011         |
| Szakolcai Közép-európai Főiskola Stredoeurópska vysoká škola v Skalici                                                               | SEVŠ      | Szakolca     | 2005         |
| Szent Erzsébet Egészségügyi és Szociális Munka Főiskola Vysoká škola zdravotníctva a sociálnej práce sv. Alžbety v Bratislave        | VŠZaSP    | Pozsony      | 2003         |